# Parahormius harteni
Parahormius harteni är en stekelart som beskrevs av Papp 1996. Parahormius harteni ingår i släktet Parahormius och familjen bracksteklar. Inga underarter finns listade i Catalogue of Life.